# Franz Huschka von Raschitzburg

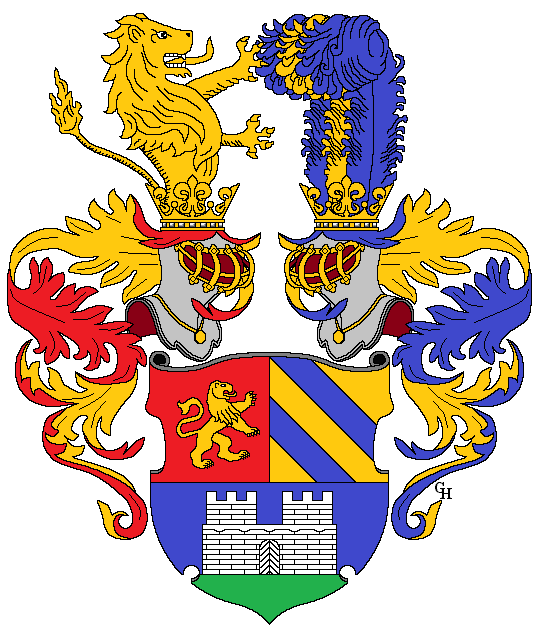
Wappen der Familie Huschka, Ritter von Raschitzburg

Franz Huschka Ritter von Raschitzburg (* 1751; † 10. Jänner 1830) war ein österreichischer Leinwandhändler und Wohltäter Grinzings.
Huschka ermöglichte unter anderem durch die Stiftung eines Grundstücks von 2.867 Quadratmetern die Errichtung des neuen Grinzinger Friedhofs. Er war um 1810 Besitzer des „Pöltingerhofes“ in Grinzing. Dieser Freihof war durch Jahrhunderte der Lesehof des Chorherrnstiftes St. Pölten und hieß daher im Volksmund „Pöltingerhof“. Unter Josef II. wurden die Güter des Stiftes zum Besten des niederösterreichischen Religionsfonds veräußert.
Seine letzte Ruhestätte fand Huschka auf dem Grinzinger Friedhof in Wien. Ebenfalls in Grinzing ist die Huschkagasse nach ihm benannt.